# ونانة
أونّانة هي قرية في إقليم وزان ضمن جهة طنجة تطوان بالشمال المغربي.

## عدد السكان
كان مجموع عدد سكان جماعة ونانة 13.627 نسمة.(تعداد السكان الرسمي 2004)

## دواوير الجماعة
دوار أولاد علي: (أولاد علي العليا، عين الحافة، الغابة ،ظهر أحمار، الرمل البلاط).
دوار الفلاقين: (الفلاقين العليا ،النواذر، سيدي بوبكر ،فدان الكبير، قبة شامة، ابويوض، السداري، العزابة، العيشب، بوحمير، عزيب العالي)
دوار البطم: (السبوعة، ابخوثين، الزراهنة، اصفيصف، تينجدا، الدهاري، السداري، بوشريف، الحريشة، الصخرى، لميار).
دوار ولاد بدر ( امغيلة.الخطوط.عين السوق . قرطبة. تازة العليا . خندق كرارة.)
دوار افراوة ( افراوة العليا ، افراوة السفلى. اسليط. واد العمريين. بوهلال )